# 海綿寶寶
《海绵宝宝》（舊譯《棉球方塊》）是一部美國喜劇動畫劇集，自1999年在尼克儿童频道播出至今，是目前尼克頻道最長壽的節目，亦是尼克卡通最長壽的卡通，不僅比先前同为尼克卡通的如《尿布一族》、《大頭仔天空》、《猫狗》等卡通的集數還多，更是目前集數最多的尼克卡通，創始者史蒂芬·海倫伯格是一名海洋生物學家兼動畫師，他同時也是動畫製作公司United Plankton Pictures的老闆。
剧情場景設定於太平洋中的比基尼環礁（Bikini Atoll）。這部動畫除了繪製的卡通場景與人物之外，也會穿插一些真實事件或是人物，例如曾經演出海灘遊俠與霹靂遊俠的大衛·赫索霍夫，他以本人的身份特别出演了幾集。但海綿寶寶的剧情內容基本上與海洋知識無關，甚至誇大到完全不合乎科學與常識，例如海底生火、海底洗澡、魚在湖（酷樂湖）裡溺水、海底建築物起火燃燒等。
最早播放該劇集的電視頻道是尼克兒童頻道，在臺灣最初由東森幼幼台在YOYO NICK時段首播，而後在東森綜合台、超視和台灣尼克兒童頻道也有播放。中国大陸由中央电视台综合频道、中央電視台少兒頻道和五家卡通卫视（北京卡酷、江苏优漫、上海炫动、湖南金鹰、广东嘉佳）播出。香港於亞洲電視國際台播出英文版本，然后由本港台，ViuTV播出粵語版本，然后由ViuTVsix播出，雖然《海綿寶寶》在香港有替換過播映電視台，但粵語版配音員一直是大致相同。
《海綿寶寶》從1999年起在美國尼克兒童頻道開播至今已經超過20年，廣受全球小朋友歡迎，目前於全球超過50國播出《海綿寶寶》並有其配音版，到現在，《海綿寶寶》已經榮獲4項艾美獎（Emmy Awards）、6項安妮獎（Annie Awards）和18座兒童票選獎，迄今已推出過三部電影《海綿寶寶電影版》《海綿寶寶：海陸大出擊》和《海綿寶寶：奔跑吧》，2017年首演其同名舞台劇，近年更推出了衍伸影集《珊瑚營：海綿寶寶那些年》和《派大星秀》，目前已計畫將會推出更多衍生影集和電影，而周邊商品已經為尼克頻道創造逾130億美元的收入。
海綿寶寶也出了很多相關電玩、漫畫、手機遊戲、應用程式等商品，在世界各地的尼克主題遊樂園都有其海綿寶寶主題的遊樂設施。

## 地點
故事场景设定於太平洋海底，一座称为比奇堡的城市。
比基尼環礁位於太平洋上的馬紹爾群島，是美國曾做核子試爆的地點。
- 比奇堡 (Bikini Bottom)

本劇的背景城市。大部分故事均以此為舞台展開。在央視版配音中先後被翻譯為褲頭村、比基尼海灘，最後與台灣版一致，稱為“比奇堡”。
- 鳳梨屋（菠蘿屋）(Pineapple House)

海綿寶寶和小蝸的家，是從某一艘船上掉落的鳳梨。在整部《海綿寶寶》劇集中遭遇過兩次破壞：
第一次在第五集《甜蜜的家》中，鳳梨屋被線蟲大隊吃掉了留下種子，最後是海綿寶寶搬離前留下的眼淚滴入種子讓鳳梨屋快速發芽重新建造回來。
第二次在第一百七十集《鳳梨屋腐敗記》中，鳳梨屋腐爛了，最後用鳳梨罐頭把鳳梨屋快速建造回來。
- 復活島人像屋 (Easter Island House)

章魚哥的家，位於比奇堡郊外，海綿寶寶家和派大星家之間，外型為深藍色復活島人像。在某些劇集中似乎有自己的意識。
- 石頭屋 (Rock House)

派大星的家，位於比奇堡郊外章魚哥家隔壁。外型為紅棕色半圓體石頭，裡面的家具、擺設幾乎是由沙子堆成，其深度在不同劇集中亦有不同。
- 樹屋 (Tree House)

珊迪的家，裡面充滿空氣而沒有海水，以玻璃製成，裡面有個樹屋。海洋生物進入常需要戴上裝水的頭盔防止乾燥。由樹屋發明有限公司董事會投資，用以進行發明創造。（第四季第10集）
- 船錨屋 (Anchor House)

蟹老闆和珍珍的家，外型為深藍色船錨。
- 蟹堡王 (Krusty Krab)

蟹老闆所經營的速食店，比奇堡著名的餐廳之一，主打食物是蟹黃堡（美味蟹堡），外觀是一個龍蝦陷阱的模樣。海綿寶寶在此擔任廚師，章魚哥擔任收銀員。派大星、小蝸亦曾在此工作過。
- 海之霸 (Chum Bucket)

皮老闆所經營的餐廳，同時也是皮老闆和凱倫的住所，主打食物是海霸棒及海霸糊，外觀是一個水桶的模樣，位於蟹堡王正對面。由於食物難吃加上衛生狀況極差，絕大部分劇集中都少有人光顧。
- 泡芙阿姨的海底駕訓班 (Mrs. Puff's Boating School)

泡芙阿姨在此教授駕訓課程，也是海綿寶寶學習駕船的地方。但海綿寶寶不僅每次考試都過不了關拿不到駕照，還時常將駕校乃至整個比奇堡破壞殆盡。（央視版稱其為“滑浪學校”）
- 沙沙礁岩安養中心 (Shady Shoals)

海超人和大洋遊俠所居住的中價位安養中心。
- 手套樂園 (Tunnel of Glove)

比奇堡的遊樂園。在第八季《再見，手套樂園》一集中因設備老舊而被封鎖，又在旁邊重建了手套酷樂園。
- 水母田 (Jellyfish Fields)

海綿寶寶和派大星常去抓水母的地方，也是許多水母和蛤蠣的棲息地，每年都會有一次水母大遷徙。在第七季《力挽狂瀾》中一度被改建為公路，後重新恢復為水母田。
- 酷樂湖 (Goo Lagoon)

又名海邊，比奇堡的海灘，消遣遊玩勝地，湖底有危險巨大的泡泡糊。
- 無底洞（舊譯「噗噗鎮」）(Rock Bottom)

央視翻譯為“石頭灘”。最早出自第一季《我要回家》，位于比奇堡的下方的深海平原，那裡的文字和居民千奇百怪，人民都用吐舌頭溝通。
- 紐開普市 (New Cape City)

都市名。那裏的居民都很害怕刺破泡泡紅眼幫，所以都不敢接近泡泡。海綿寶寶用泡泡打敗刺破泡泡紅眼幫後，當上了紐開普市市長，並鼓勵所有市民開始吹泡泡。結果反而造成大災難。（出自第五季《失蹤記》）

## 事物

### 一般事物
- 空手道

是海綿寶寶和珊迪喜歡玩的遊戲。
- 捉水母（Jellyfishing）

海綿寶寶和派大星去水母田做的活動。
- 全自動強力鍋鏟

簡稱鏟鏟，在海綿寶寶剛進蟹堡王餐廳工作時，蟹老闆要他買還附有全套旋轉附件和渦輪動力。
- 豎笛

章魚哥所使用的樂器。
- BBN（Bikini Bottom News）

鮑伯、芭芭拉和金恩主持的一個新聞節目。
- 泡泡糊

呈紫色、不明物體、有毒、黏性強、可塑性強，可用泡泡水消除，出現在酷樂湖底的大缺口。（可能是死水母的屍體）
- 蟹堡秘方

美味蟹堡的祖傳秘方，皮老闆認為蟹堡秘方在蟹堡王辦公室的保險箱裡，但事實上在第三季第58集《大軍入侵》中訴說在船錨屋（蟹老闆和珍珍的家）中蟹老闆的床墊下面。
- 慣用手

海綿寶寶有兩隻左手。

### 食物
- 美味蟹堡

蟹堡王的招牌餐點。皮老闆一直想得到蟹堡秘方。
- 蟹堡肉餅

美味蟹堡的食材之一，貌似是牛肉做的。
- 炸海草

也可稱美味薯條、炸珊瑚、珊瑚酥是蟹堡王的餐點之一，有分原味和辣味，通常會在套餐裡的配菜出現，類似薯條。
- 香脆脆油渣渣

是豪華美味蟹堡、超級海霸堡、油香堡、油油湯的進化版，是用一大堆餿水油炸出的食物，最後用油過量被海綿寶寶偷偷通報檢舉。
- 蝸牛飼料

小蝸的食物，但對海綿寶寶來說非常噁心。
- 冰淇淋

海綿寶寶和派大星常吃的食物之一，派大星最喜歡吃的食物。
- 海霸棒

皮老闆做過的一個食品，曾讓蟹老闆想得到海霸棒秘方，曾讓納德去洗胃好幾次，曾在蟹蟹水果報裡說過「海霸棒讓你拉到爆」。
- 好好吃魚堡

海綿寶寶為了讓皮老闆和蟹老闆和好時所做的漢堡，味道比美味蟹堡還棒，但海綿寶寶最後卻害得自己被蟹老闆與皮老闆聯手追打。
- 海霸糊

皮老闆所做的食品，若生吃可以直接送命，但派大星非常喜歡吃。
- 海霸堡

皮老闆所做的食品。
- 美麗蟹堡

海綿寶寶的好點子，但是因為被蟹老闆和章魚哥取笑憤而自己開店販賣，吃了身體各部位會變成不同顏色。
- 海草汁

在海草汁店中賣的物品，曾受到比奇堡居民愛戴，後來被發現有毒害，喝過的魚都長出綠色的毛。
- 章魚哥的燉菜

章魚哥的拿手美食。
- 罐頭麵包

在「章魚天堂」中出現，是章魚哥在章魚天堂裡每天買的食物。
- 美味熱狗

海綿寶寶利用製作美味蟹堡肉餅剩餘食材，意外做的，因為造型新穎，廣受歡迎，也能取代美味蟹堡。
- 美味蟹堡兒童餐

蟹堡王推出的兒童餐，份量更少但價格更貴。
- 蝸蝸樂

一種在世界各地賣得十分暢銷的蝸牛點心，上市不久後就被全數賣光，實則是一種能讓蝸牛和其他生物上癮的毒品。
- 海霸丸

章魚哥的拿手美食，實際上來自章魚哥的祖母的食譜配方，但若沒有燉滿24小時且食用過多就會造成嚴重的肚子痛。

### 武器

#### 海超人與大洋遊俠
- 隱形超人飛船

海超人與大洋遊俠的交通工具，常常會找不到（因為是隱形的，除非記得停在哪裡）。
- 海超人電話

海超人隨身攜帶在身上的行動電話。
- 震波震震球

在魔魟搶銀行之前啟動，結果變成2人被震到恍神，可以使出粉身碎骨功。
- 求救海螺

遇到危急狀況需要海超人與大洋遊俠求救時，所吹奏的道具。
- 搔癢腰帶

海超人與大洋遊俠用來對付魔魟的道具。
- 縮小腰帶

中間有個M，按下去就會將物品縮小。第45集因海超人忘記帶走而被海綿寶寶拿到，結果海綿寶寶把比奇堡所有居民都縮小。

## 集數列表
| 季數 | 集数 | 集数 | 分集 | 首播日期       | 首播日期       |
| 季數 | 集数 | 集数 | 分集 | 首映           | 季终           |
| ---- | ---- | ---- | ---- | -------------- | -------------- |
| 1    | 20   | 20   | 41   | 1999年5月1日   | 2001年4月8日   |
| 2    | 20   | 20   | 39   | 2000年10月26日 | 2003年7月26日  |
| 3    | 20   | 20   | 37   | 2001年10月5日  | 2004年10月11日 |
| 4    | 20   | 20   | 38   | 2005年5月6日   | 2007年7月24日  |
| 5    | 20   | 20   | 41   | 2007年2月19日  | 2009年7月19日  |
| 6    | 26   | 26   | 47   | 2008年3月3日   | 2010年7月5日   |
| 7    | 26   | 26   | 50   | 2009年7月19日  | 2011年6月11日  |
| 8    | 26   | 26   | 47   | 2011年3月26日  | 2012年12月6日  |
| 9    | 26   | 26   | 49   | 2012年7月21日  | 2017年2月20日  |
| 10   | 11   | 11   | 22   | 2016年10月15日 | 2017年12月2日  |
| 11   | 26   | 26   | 50   | 2017年6月24日  | 2018年11月25日 |
| 12   | 26   | 26   | 48   | 2018年11月11日 | 2022年4月29日  |
| 13   | 26   | 26   | 52   | 2020年10月22日 | 2023年11月1日  |
| 14   | 13   | 13   | 21   | 2023年11月2日  | 2024年12月2日  |
| 15   | 13   | 13   | 26   | 2024年7月24日  | 2025年6月20日  |
| 16   | 13   | 13   | 22   | 2025年6月27日  | TBA            |

## 特別篇

### 《海綿寶寶：尋寶記》


海綿寶寶跟派大星無意中發現失傳已久的亞特蘭提斯神古金幣，打開了通往亞特蘭提斯古城的神秘通道，來到那座消失的古城。蟹老闆、珊迪、章魚哥跟皮老闆都在那裡實現了他們一生中的夢想，但是卻因為海綿寶寶和派大星弄破了最古老的泡泡，被迫要離開，回到現實之中，和亞特蘭提斯說再見...
- 片長：45分鐘
- 另譯片名：「海綿寶寶亞特蘭提斯之旅」
- 台灣於2009年1月30日在東森幼幼台「海綿寶寶尋寶記」播出。
- 在美國是TV动画版的92集

### 《海綿寶寶：蟹堡王週年慶》


蟹堡王十週年慶，海綿寶寶把蟹堡王布置得好漂亮，只不過為了拿蟹堡的冰雕，海綿寶寶、章魚哥、派大星和蟹老闆被困在通風口，這下可好了，要怎麼慶祝週年慶呢？
- 片長：52分鐘、1小時（DVD版）
- 另譯片名：｢冰库歷險記｣
- 本集為《海綿寶寶》十週年紀念
- 在美國是TV动画版的123、124集

### 《海綿寶寶大驚喜生日派對（英语：SpongeBob's Big Birthday Blowout）》


珊迪邀請海綿寶寶的朋友們為海綿寶寶舉辦大驚喜生日派對，這時海綿寶寶在家裡附近迫不及待地想等要好友們一起為他慶生，但派大星想到超厲害的點子：搭通往陸地的公車來到加州恩西諾（Encino）冒險，他們客氣地上公車來到陸地，發生一場充滿刺激又驚奇的冒險，另一方面珊迪和好友們在等待著海綿寶寶的到來......，究竟這一切的發展會如何呢？
- 片長：45分鐘
- 本集為《海綿寶寶》二十週年紀念
- 在美國是TV动画版的254、255集

### 《珊瑚營怪客》

- 片長：45分鐘
- 本集為《海綿寶寶》二十五週年紀念
- 在美國是TV动画版的302、303集

## 電影版
- 《海綿寶寶電影版》（2004）
- 《海綿寶寶：海陸大出擊》（2015）
- 《海綿寶寶：奔跑吧》（2021）

## 電玩遊戲
海綿寶寶的高熱門度也催生了許多電玩遊戲，截止到2013年，大多數遊戲由THQ開發製作，在家機如PlayStation系列、Xbox系列、Gamecube、Wii、Switch，掌機如Game Boy Color、Game Boy Advance、Nintendo DS、電腦平台如Windows、macOS，均都有推出過海綿寶寶相關電玩的蹤影。
比較著名的遊戲有：
- 海綿寶寶：為比奇堡而戰（英语：SpongeBob Squarepants: Battle for Bikini Bottom），該遊戲於2020年推出了重製版海綿寶寶：為比奇堡而戰 -重新灌水-（英语：SpongeBob SquarePants: Battle for Bikini Bottom – Rehydrated）（Spongebob Squarepants: Battle for Bikini Bottom －Rehydrated－）
- 海綿寶寶電影版（英语：The SpongeBob SquarePants Movie (video game)） （The SpongeBob SquarePants Movie）
- 海綿寶寶：燈光，相機，褲子！（SpongeBob SquarePants: Lights, Camera, Pants!）
- 海綿寶寶：來自蟹堡王的生物（SpongeBob SquarePants: Creature from the Krusty Krab）
- 海綿寶寶：亞特蘭提斯（SpongeBob's Atlantis SquarePantis）
- 海綿寶寶：真心話大冒險（SpongeBob's Truth or Square）
- 海綿寶寶：皮老闆機械保衛戰（SpongeBob SquarePants: Plankton's Robotic Revenge）
- 海綿寶寶：宇宙大震撼 （SpongeBob SquarePants: The Cosmic Shake），又稱海綿寶寶：宇宙搖擺

除了以上遊戲，海綿寶寶以及許多相關角色也出現在許多其他電玩中，也是尼克卡通明星系列電玩中的常客，與本卡通的角色們常常和其他熱門尼克卡通角色一起出現。這些電玩的類型主要是動作和冒險類，也有派對、體育及賽車類遊戲。從2005年至2008年，海綿寶寶曾和尼克卡通明星們推出4部跨界作品：《Nicktoons Unite!》、《Nicktoons: Battle for Volcano Island》 、《Nicktoons: Attack of the Toybots》 、和《SpongeBob SquarePants featuring Nicktoons: Globs of Doom》，這4部電玩作品組成一部尼克卡通跨界系列“尼克通大集結”（Nicktoons Unite!）。
這些以海綿寶寶及其登場的尼克卡通相關電玩均受電玩評論網站和評論家的褒貶不一的評價，不過許多作品的口碑都有著較良好的評價，在商業上銷售量表現良好。

### 網站遊戲
從海綿寶寶開播以來在Nick.com推出了許多海綿寶寶主題的網站遊戲，遊戲的內容及類型包羅萬象，從Shockwave、Flash和HTML5等平台均有推出相關網站遊戲，絕大多數遊戲是許多遊戲網站愛藏的對象之一，到目前為止已經推出了超過200多款網站遊戲。
現時全部的遊戲已不再於Nick.com提供（但在部分國際版Nick.com網站仍有提供部分網站遊戲），但其他遊戲網站仍有提供（如這網站 （页面存档备份，存于），提供大部分海綿寶寶Flash遊戲）。

## 反應

### 評論家反應
《海綿寶寶》在Ratingraph獲得了7.5的評價，IMDB則獲得8.2，相較於《降世神通：最後的氣宗》，獲得8.7的評價，IMDB獲得9.3，《趣怪守護仙》，6.5評價，IMDB獲得7.2，《海綿寶寶》在某些熱門尼克卡通為中位段。《纽约时报》编辑梅尔曼对它的评价：“这是电视上所曾出现的最有魅力的卡通，它有着干净单纯的快乐，集合了成人的幽默和儿童的纯真。”

### 大眾反應
根據公司指出，《海綿寶寶》是尼克卡通中第一個有相當知名度的「低預算卡通」。低預算卡通在過去總不能得到和像《淘氣小兵兵》（Rugrats）那樣的高預算卡通一樣的看待。然而，1999年《海綿寶寶》的開播得到了足以被認為「受歡迎」的收視率，最後甚至超越了《淘氣小兵兵》（Rugrats）。《海綿寶寶》就像過去其他的尼克卡通，像：《萊恩和史丁比》（The Ren & Stimpy Show）、《洛可的摩登生活》（Rocko's Modern Life）、《KaBlam!》、《憤怒的河狸》（The Angry Beavers）和《喧鬧一家親》（The Loud House），都吸引了較年長的觀眾層。

## 外部連結
- 海綿寶寶官方網站 （页面存档备份，存于）（英文）
- 海綿寶寶的Facebook專頁（英文）
- 海綿寶寶的X（前Twitter）（英文）
- YouTube上的海綿寶寶官方頻道